# Hôtel de Lunas
L’hôtel de Lunas ou hôtel d'Hébrard est un hôtel particulier situé, dans le centre-ville de l'Écusson, à Montpellier (Hérault). 
Il a connu, depuis le XVIe siècle, différents propriétaires qui ont chacun modifié et agrandi la grande maison d'origine pour en faire un hôtel aux attraits particuliers. La moitié de ces illustres acquéreurs ont laissé leurs noms dans les rues de la ville. Pierre Sabatier (1892-1989), de la famille Sabatier d'Espeyran, a fait don de l’historique hôtel de Lunas. 
Propriété de l'État depuis 1974, il est géré et animé par le centre des monuments nationaux du Ministère de la Culture.

## Situation
L'entrée principale de l'hôtel de Lunas est située au no 10 de la rue de la Valfère. La porte cochère à l'arrière de l'hôtel est visible depuis le boulevard Ledru-Rollin, qui fut jadis, en 1825, nommé boulevard Saint Guilhem et le jardin est partiellement visible sur l'angle avec la rue Poitevine, qui a porté le nom de rue Saintonge en 1803.

### Accès

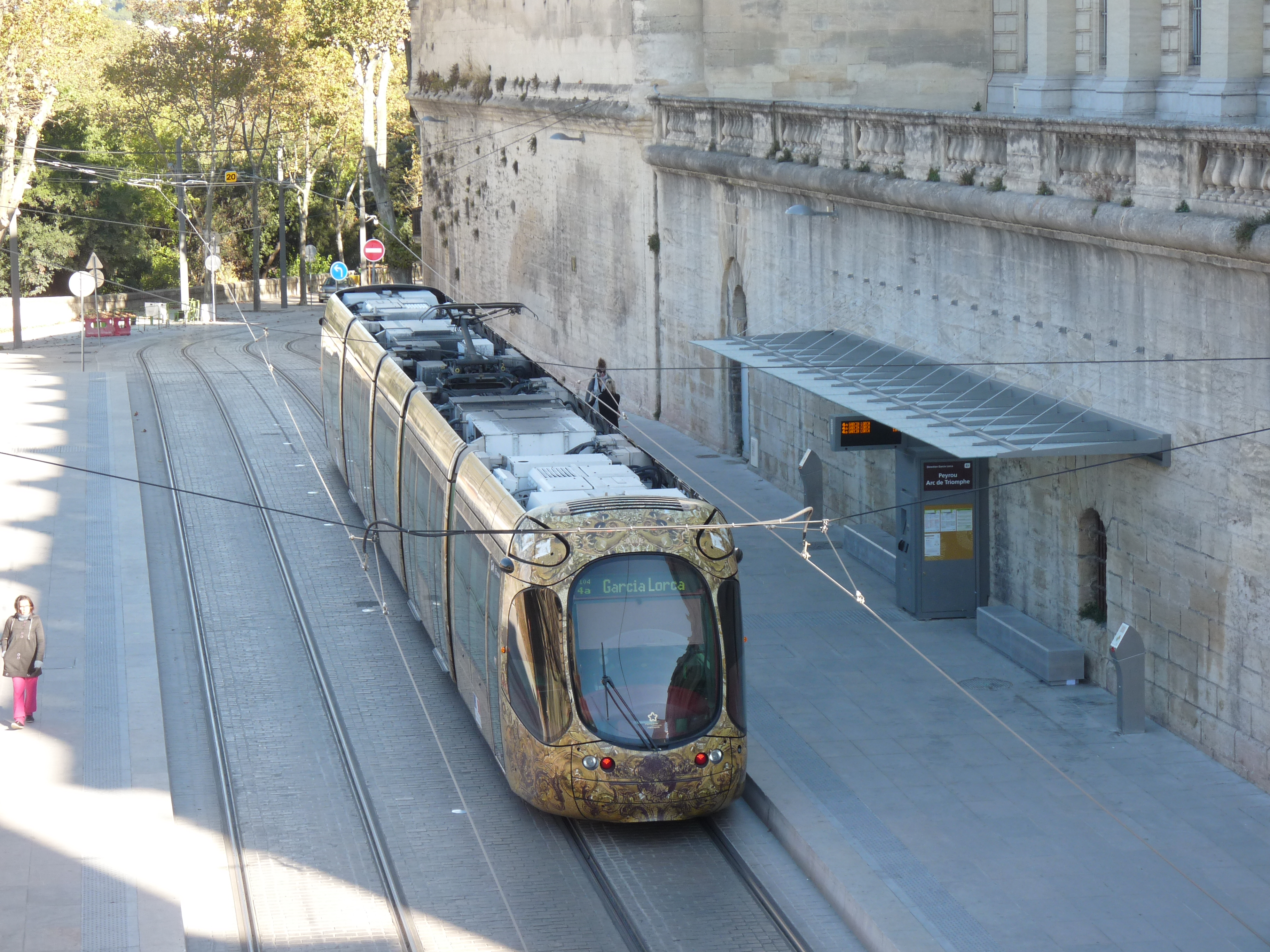
Ligne de tramway

L'Hôtel de Lunas est accessible à la station Peyrou - Arc de Triomphe de la ligne 4 du tramway. Deux stations de Vélomagg' sont disponibles. L'une au no 7 de la rue Foch, l'autre au bas de l'avenue Ledru-Rollin. Étant sur la partie haute de Montpellier, deux ascenseurs (43° 36′ 40,75″ N, 3° 52′ 20,64″ E) ont été aménagés pour offrir l'accès à l'Arc de Triomphe pour les personnes à mobilité réduite. Les documents en consultation, tel que celui de l'office de tourisme, n'indiquent pas une contre-indication de visite du rez-de-chaussée et du jardin de l’hôtel de Lunas. Des espaces Modulauto sont accessibles au parking de l'Arc de triomphe.

### Description du quartier

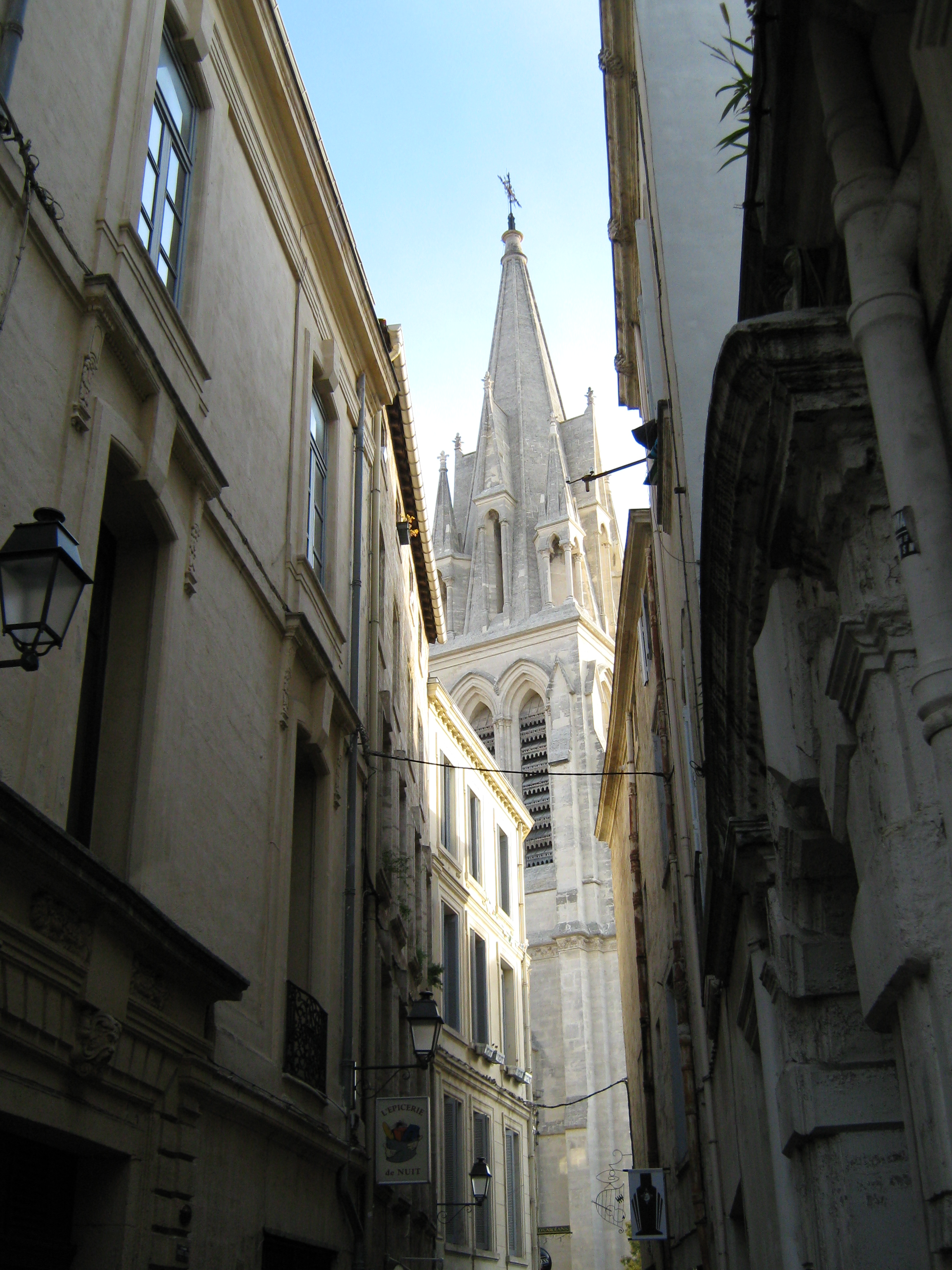
L'église Sainte-Anne

L’hôtel de Lunas se situe dans le quartier de la Valfère, ce nom trouve son origine dans une ancienne famille noble de Provence « de Valbelle ».
En suivant les notes topographiques des anciens écrits de répérages du XIIe siècle, l'Hôtel de Lunas appartient aux sixains de Sainte-Anne et à l'isle du « 1° - 12 Pans ». Cette dernière indication fournie le numéro du pilier ou « pilars » de maintien du mur de la « clôture-commune » ou rempart auquel il est adossé, en partant de l'actuel Arc de Triomphe et en allant vers la Tour de la Babotte, d'une largeur de 12 Pans. Le pan est une ancienne unité de mesure utilisée dans le sud de la France, valant environ 22 cm. Le chemin de 12 Pans appelé, aussi rue militaire, d'une largeur de 2,60 m était le parcours de ronde des troupes à l’intérieur des remparts.
Les remparts séparant le bâti des habitations, des servitudes étaient imposées, notamment l’interdiction de pratiquer des ouvertures sur le chemin. La hauteur des courtines qui composaient les remparts était comprise entre 7 et 11 m, celle des piliers était d’environ 15 m. L'essentiel des pierres, composées de calcaire coquillier, provenaient des carrières du village de Pignan (Hérault). Vers l’extérieur des remparts qui entourent la ville, des douves d'une largeur de près de 25 m étaient présentes. Elles représentent l'actuel Boulevard Ledru-Rollin. Au-delà de ces douves, un chemin nommé aussi « dougue » cernait le périmètre.

## Histoire

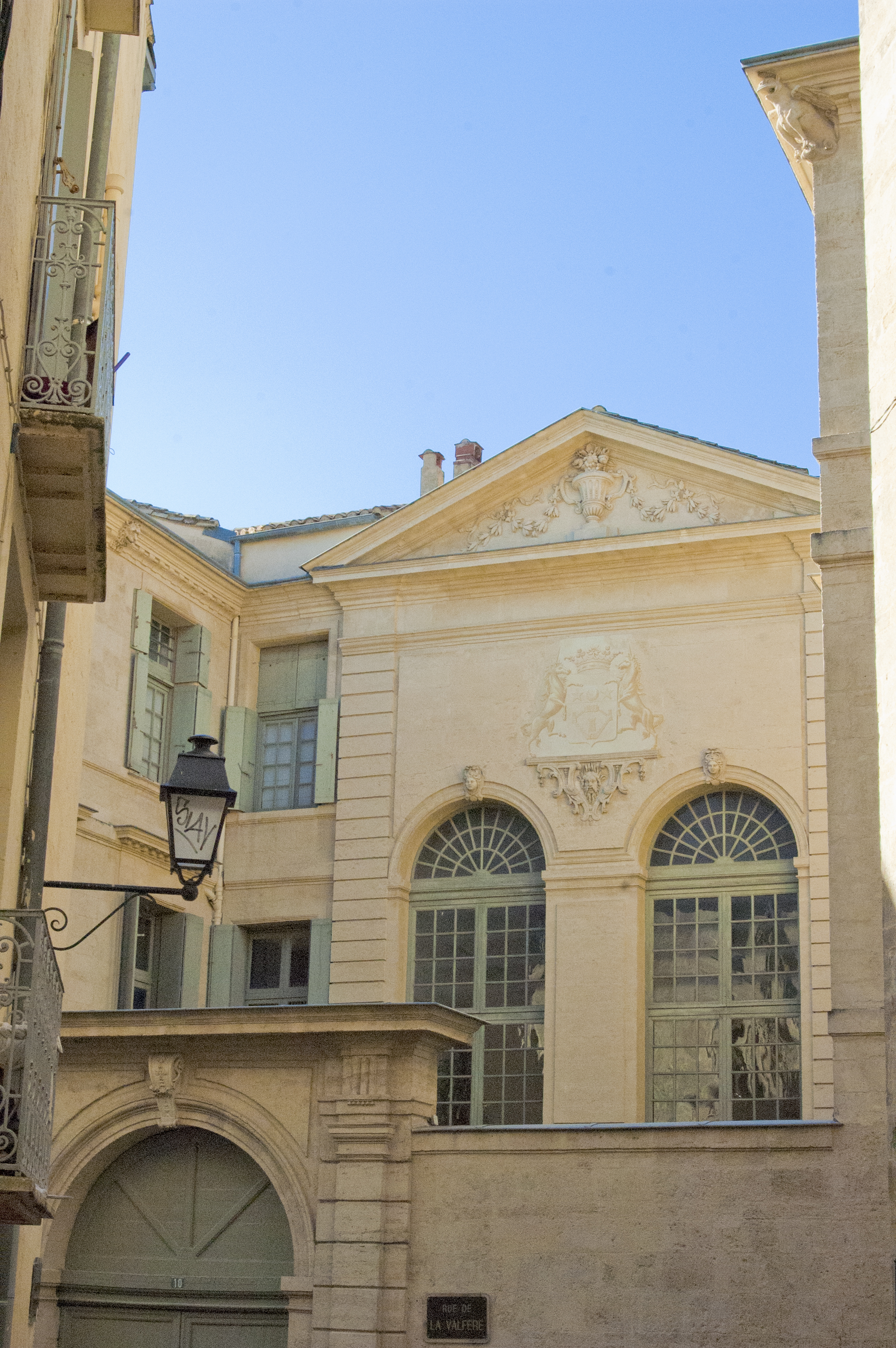
Entrée rue de la Valfère.

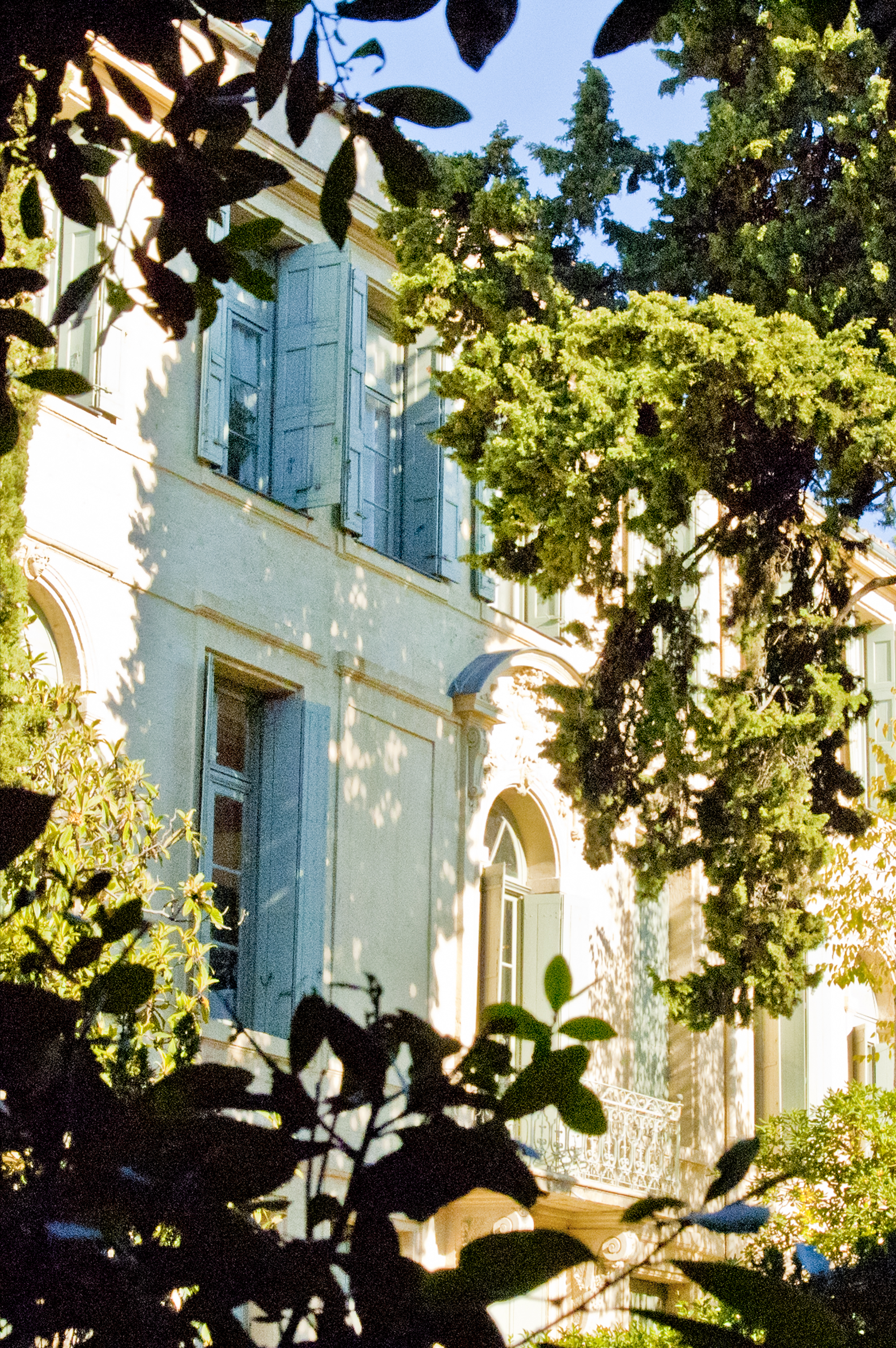
Vue intérieure sur le jardin.

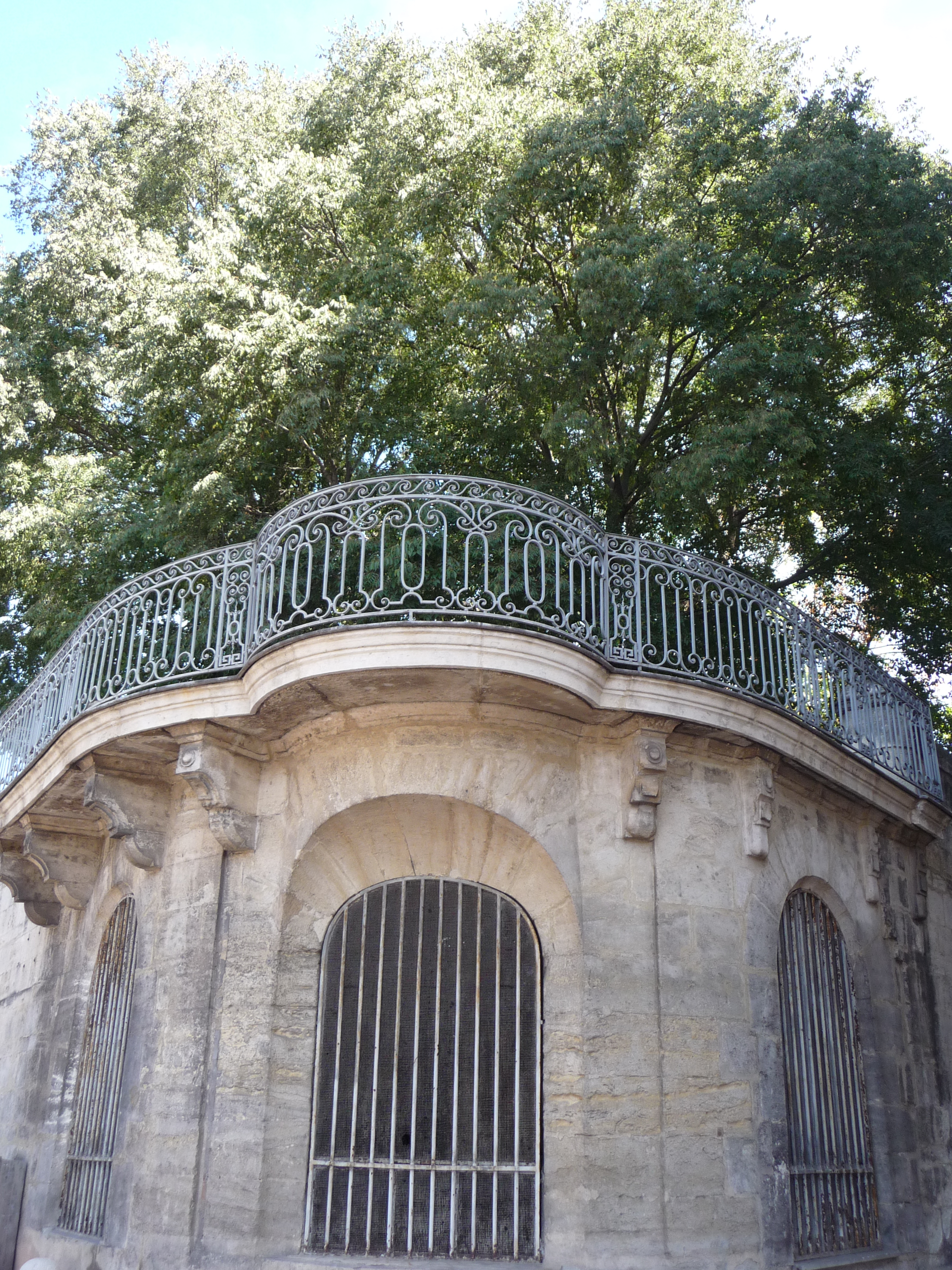
Vue du balcon du jardin.

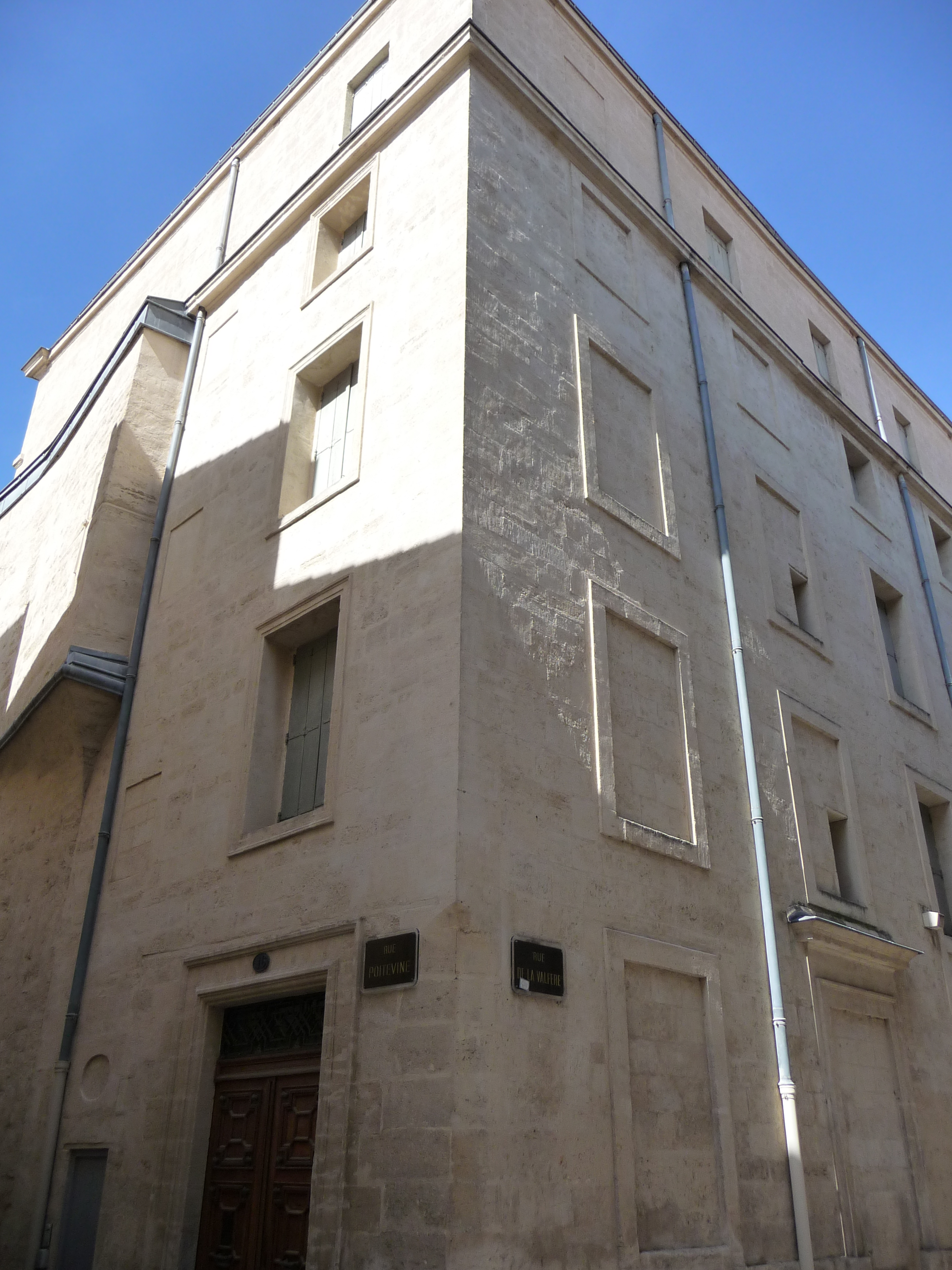
Vue de l'aile Sabatier.

Située entre l'ancien chemin des remparts et l’étroite rue de la Valfère, l'histoire de l'hôtel de Lunas commence en 1550 par la construction 
d’une « grande maison » et d’une petite maison par Denis ou Denys Fontanon († 1547), médecin et docteur en médecine à la faculté de Montpellier.
Puis son fils, François Fontanon († 1588), botaniste, professeur, chancelier et régent à la faculté de médecine lui succède. La famille Fontanon a gardé la « grande maison » durant 89 années et blasonnait : « D'or au lion de sable tenant dans sa patte sénestre un cœur de gueules enflammé ».
En 1639, Guillaume d’Hébrard (Sieur de Miravaux) et Marguerite d'Hébrard, veuve de Bocaud, se portent acquéreurs des lieux. Les remparts sont encore inféodés, en 1641, à la famille Hébrard en échange de leurs entretiens. Ils demeurent la propriété du roi et le chemin ne peut être obstrué. Des travaux sont réalisés à partir de 1671. La transformation du bâtiment est constitué de trois corps en forme de « U ». La bâtisse centrale se trouve au fond d’une cour d’honneur, qui donne à l’est sur l’actuelle rue de la Valfère. À l'intérieur du bâtiment, la cour ouvre sur un escalier d’honneur qui conduit aux salles de réception du 1er étage. La façade du côté des remparts, à l’ouest, est aveugle pour des raisons militaires. Le corps latéral, au sud, est séparé de la rue Poitevine par des maisonnettes et des jardins. Au nord, le corps latéral est mitoyen avec un autre bâtiment. L'ensemble de ces travaux sont réalisés par Antoine Giral et Antoine Laurens.
Soixante huit années plus tard, en 1707, Henry de Bosc (1684-1753), conseiller à la cour des comptes, aides et finances de Montpellier achète l'hôtel de la Valfère qui est renommé hôtel de Bosc. L'expansion des travaux prend de l'essor l'année suivante, à la suite des achats des maisons adjacentes. Celles de : Jean Poujol, Moïse Couve, François Diette, Jean Restouble, Pierre André, Louise Sabatié (sa femme) à l’exception de celle située à l’angle des rues de la Valfère et Poitevine. Il fait alors construire une aile d’un étage adossée à la rue de la Valfère, des aménagements au rez-de-chaussée sont réservés aux espaces de service. 
Au 1er étage, c’est l’espace de réception par excellence, il est entièrement occupé par une grande galerie de bal au décor somptueux. Sept fenêtres à plein cintre ouvrent sur le jardin à la française, sept miroirs leur font face. Entre les fenêtres et les miroirs sont encastrés douze panneaux de laque représentant les douze mois de l’année. La servitude relative à l'utilisation du chemin des douze pans et aux remparts ayant disparu pour l'élévation. Henry de Bosc empiète sur le chemin de ronde et fait adosser le bâti au rempart, dans lequel il fait creuser certaines niches qui feront office de placard. Dans les sous-sols, le chemin de ronde est cependant conservé et sa trace est encore visible.
En 1737, Antoine Jean Viel (1696-1742), seigneur de Lunas, fait l'acquisition de l'hôtel particulier. Lié en second mariage à Thérèse de Montcalm-Gozon, la somptueuse maison est nommée « Hôtel de Lunas ». Un parement de façade est apposé dans la cour d’honneur représentant le blason familial.
Sans travaux particuliers réalisés durant trente deux années, c'est en 1769 que Guillaume Granier (1732-1817), marchand de laine et fournisseur des armées, achète l'hôtel de Lunas. En 1780, le marquis de Cambis, sous-commandant de la province à la mort de M. de Moncan, trouva l'hôtel à sa convenance et le loua. Il obtint l'autorisation du maréchal de Ségur d'ouvrir une porte dans le rempart qui devrait être fermée lors de son départ. À la suite du complet démantèlement des remparts en 1791 qui ont commencé, la famille Granier achète, en 1796, le fossé situé à proximité. Les travaux d'extension permettent de percer les remparts sur la façade occidentale de l’hôtel, de combler les dénivelés dans le jardin, de créer un escalier de communication avec la cour des communs ou arrière et d'aménager une petite chambre au fond de la salle de bal.
Les affaires de la famille Granier périclitent. Pour alléger ses dépenses, durant les années 1843-46, le petit-fils de Guillaume Granier, Zoé Granier, offre à son gendre Félix Sabatier (1816-1894), qui a épousé Marie Sabatier-Granier (1818-1898), la gratuité de la location pendant dix années en échange de travaux. En 1842, Félix Sabatier achète la maison « Doumergue », située à l’angle des rues de la Valfère et Poitevine. Il fait intégrer ce nouvel achat à l’aile construite dans la rue de la Valfère par Henry de Bosc, à laquelle, il fait ajouter un second étage réservé à la domesticité.
Avec l’aide de l’architecte Omer Lazard et de l’ébéniste Monbro, il fait modifier l'agencement des pièces. Une entrée indépendante est ouverte dans la rue Poitevine. A l’entresol sont aménagées deux petites chambres réservées au valet et à la femme de chambre. Le rez-de-chaussée est réaménagé dans le goût parisien et devient l’espace de réception avec deux salons et une salle à manger. La galerie de bal du 1er étage est transformée en deux appartements symétriques pour Marie et Félix Sabatier.
En 1855, il devient propriétaire des lieux. Il fait réaliser de grands travaux qui vont donner l'aspect définitif à l’hôtel de Lunas. Ces derniers permettent la construction d'un second commun, puis l'aménagement d’une cour de service et l'installation d’un portail monumental ouvrant sur le boulevard Vialleton.
En 1894, le neveu de Félix Sabatier, Guillaume devient le nouveau propriétaire des lieux. Peu de travaux sont réalisés, si ce n'est en 1907, où le jardin est transformé en détruisant les rocailles mises en place vers 1859.
Pour compléter la saga des frères Sabatier, qui a duré 132 ans (1842-1974) au sein de l'hôtel de Lunas, des informations complémentaires sont à mentionner. Au décès de leur père, ils sont élevés dans la rigueur par l'abbé Roques. les trois frères portant les mêmes initiales, ils vont se distinguer par des compléments à leurs noms. Le cadet, François Sabatier (1818-1891), marié à Caroline Ungher (1803-1877), s'est fait désigner « Sabatier de la Tour » en référence au château de la Tour de Farges, situé sur la commune de Lunel-Viel. Félix Sabatier (1816-1894) est resté un simple Sabatier. L'ainé, Frédéric Sabatier (1813-1864) s'est fait appeler « Sabatier d’Espeyran », en rapport avec la propriété du château d'Espeyran, qui est situé en Camargue, sur la commune de Saint-Gilles-du-Gard.

### Hommages aux propriétaires
L'administration de la ville et l'Académie des sciences et lettres de Montpellier ont décidé de créer un prix intitulé « Prix Sabatier d'Espeyran ». Ce prix annuel concerne des travaux ou des réalisations ayant un lien avec Montpellier ou sa proche région, y avoir été effectués ou mis en place ou la concerner et se rattacher à l’un des trois domaines suivants : sciences fondamentales et leurs applications, santé, sciences humaines prises au sens large (littérature, droit, économie, arts…). Chacun de ces domaines étant concerné à tour de rôle tous les trois ans.
Le conseil municipal a nommé plusieurs voies dans la ville de Montpellier :
- Rue Fontanon. (43° 36′ 45,93″ N, 3° 52′ 32,04″ E)
- Rue Granier. (43° 35′ 53,36″ N, 3° 51′ 59,27″ E)
- Avenue Frédéric Sabatier d'Espeyran. (43° 37′ 30,66″ N, 3° 51′ 50,64″ E)

Deux autres voies aux noms de « Granier » n'ont pas de liens directs avec la demeure historique :
- Place Ernest Granier[31]. (43° 36′ 07,31″ N, 3° 54′ 03,38″ E)
- Rue du Professeur Jean Granier (43° 35′ 52,65″ N, 3° 52′ 02,74″ E)

## Description
Ce bâtiment fait l’objet de plusieurs protections au titre des monuments historiques: une inscription pour son grand escalier d'honneur par arrêté du 1er décembre 1959 et d'un classement des façades et des toitures, ainsi que divers salons par arrêté du 27 septembre 1971.

### Administration
L'édifice est géré, depuis 1974, par le Centre des monuments nationaux, sous l'égide de son administratrice : Marie-Laure Fromont, assisté de Gilles Yanetti. Un professeur certifié hors classe est responsable du service éducatif auprès de l'hôtel de Lunas.
Des structures ou sociétés sont domiciliés à l'hôtel de Lunas. Afin d'amoindrir les frais d'entretien, l'aile nord est en location, depuis l'an 2000, à une SCP d'Avocats inscrits au barreau de Montpellier, depuis 1992, à une structure d'architecture et des sociétés de conseils de gestion et activités des sièges sociaux.

## Publications
Liste non exhaustive. (Classement réalisé par années d'éditions)
- Louis Grasset-Morel, Montpellier, ses sixains, ses îles, ses rues, ses faubourgs, Montpellier, Louis Vallat, 1908 (réimpr. 1989), 523 p., 21 × 15 cm (ISBN 2-86971-089-5, présentation en ligne, lire en ligne), p. 68
- Albert Leenhardt, Vieux hôtels montpelliérains, Bellegarde (Ain), Impr. Sadag, 1935 (réimpr. 1984), 332 p., In. 4° (OCLC 66688979, présentation en ligne), p. 177 à 183
- Pierre Sabatier, « Hôtel de Lunas », Vieilles maisons françaises,‎ octobre 1975, p. 13-16 (EAN 2000099403988, OCLC 473752719, présentation en ligne)
- Jean-Denis Bergasse (rassemblés par), Hommage à Jacques Fabre de Morlhon (1913-1976), mélanges historiques et généalogiques, Rouergue, Bas-Languedoc : Le conseiller Henri de Bosc (1684-1753) et son hôtel de la Valfère, Albi, Ateliers professionnels de l'O.S.J., 1978, ill., 478, 24 cm (présentation en ligne), p. 193
- Hélène Palouzié-Gouedar, Inventaire général des monuments et richesses artistiques de la France (photogr. Michel Descossy, Jean-Michel Périn), Gignac : un canton de la moyenne vallée de l'Hérault : Le patrimoine mobilier : de l'objet aux ensembles, Montpellier, Association pour la connaissance du patrimoine en Languedoc-Roussillon, coll. « Images du patrimoine », 1992, 96 p., 30 cm (ISBN 2-907276-00-X, SUDOC 002666766, présentation en ligne), p. 82-86
- Bernard Sournia et Jean-Louis Vayssettes (ill. Michel Antonpiétri, Véronique Marill, photogr. Michel Descossy, Jean-Michel Périn), Montpellier : la demeure classique, Paris, Imprimerie nationale, coll. « Cahiers du patrimoine n°38 », 1994, ill. 257, 336, 28 × 21 cm (ISBN 2-11-081368-7, SUDOC 003449025, présentation en ligne, lire en ligne), p. 251 et 281
- Jean-Pierre Dufoix, L'hôtel de Lunas : huit siècles d'histoire : 1. Les hommes, t. 30, Montpellier, Imp. Quick Print, coll. « Bulletin de l'Académie des Sciences et Lettres de Montpellier », 1999, 448 p., 16 × 24 cm (ISSN 1146-7282, présentation en ligne), p. 195-208
- Bruno Saunier, Bulletin de la Société d'Histoire de l'Art Français : L'hôtel de Lunas à Montpellier : ameublement et décor sous la Monarchie de Juillet, Paris, Éditions de Boccard, coll. « SHAF », 2001, 406 p., 22 × 27 cm (ISSN 0301-4126, présentation en ligne), p. 221-239
- Dominique Larpin et P. Durand, Etude réalisée pour la DRAC Languedoc Roussillon et le Centre des monuments nationaux, Hôtel de Lunas : Étude préalable à l'ouverture au public de l'aile Sabatier, Montpellier, s.n., coll. « Bulletin de l'Académie des Sciences et Lettres de Montpellier », 2002, 23 p. ill. en coul. 16, 30 cm
- René Koering et Adrien Goetz (dir.), 100 monuments, 100 écrivains : Hôtel de Lunas, Paris, Éditions du patrimoine, 2009, 488 p., 23,5 × 29,5 cm (ISBN 978-2-7577-0057-0, présentation en ligne, lire en ligne [PDF]), p. 400
- Alexandre Melissinos, Vivek Pandhi, Gilles Séraphin et Christine Ancey, Ministère de la culture et de la communication, Approches de Topographie historique : Les services de l'État dans l'Hérault (Plan de sauvegarde et de mise en valeur), Montpellier, 2013, 445 p., 21 × 29,7 cm (lire en ligne [PDF])
- Hélène Palouzié et al., Ministère de la Culture et de la Communication (photogr. Jean-Michel Périn), Regards sur l'objet Monument historique en Languedoc : Œuvres d'art, décors et ensembles historiques, Montpellier, Direction régionale des affaires culturelles, 2013, 84 p., 30 cm (ISBN 978-2-11-138377-7, lire en ligne [PDF])